# Cratere Ruby
Ruby  è un cratere sulla superficie di Marte.